# ماسوئلا
ماسوئلا (به اسپانیایی: Mazuela) یک شهرستان در اسپانیا است.